# Chaceon imperialis
Chaceon imperialis is een krabbensoort uit de familie van de Geryonidae. De wetenschappelijke naam van de soort is voor het eerst geldig gepubliceerd in 1992 door Manning.